# Tapira (kommun i Brasilien, Paraná)
Tapira är en kommun i Brasilien.   Den ligger i delstaten Paraná, i den södra delen av landet, 1 000 km sydväst om huvudstaden Brasília. Antalet invånare är 5 834.
Trakten runt Tapira består i huvudsak av gräsmarker. Runt Tapira är det ganska glesbefolkat, med 26 invånare per kvadratkilometer.